# Granada Tipus 99

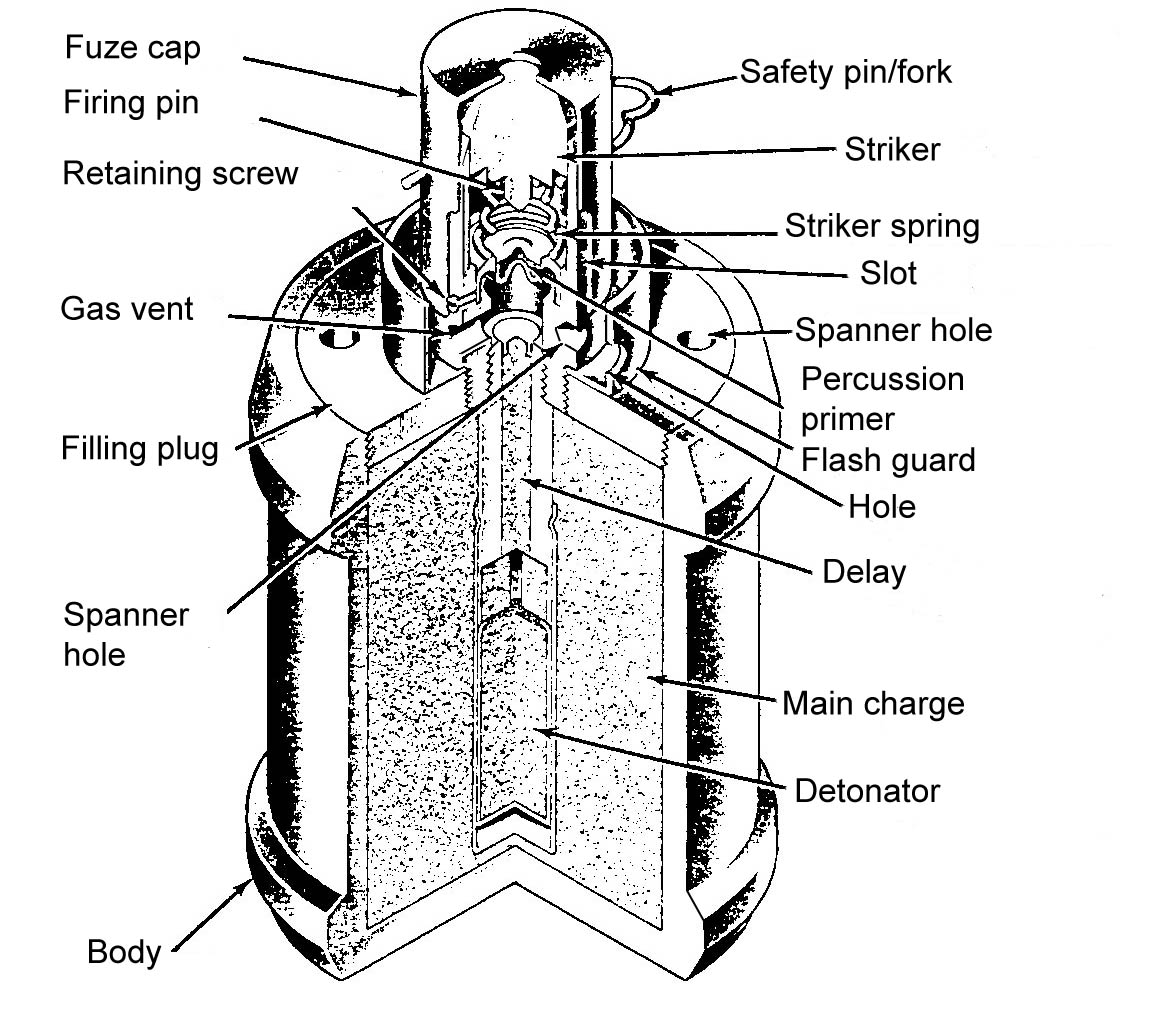
Una imatge de la granada Tipus 99

La Granada Tipus 99 (九九式手榴弾, Kyūkyū-shiki Teryūdan), també coneguda com a “Granada Kiska”per les tropes dels Estats Units d'Amèrica, que era una versió millorada de la granada Tipus 97, utilitzada per l'exèrcit japonès, la marina I les tropes d'elit de desembarcament durant la segona guerra mundial.

## Historia i desenvolupament
Després de la introducció de la granada Tipus 97 a les tropes del front de l'exèrcit japonès, es van donar compte de que aquella granada tenia un gran nombre d'inconvenients. El detonador era inestable i poc precisa, per culpa de que la major part del mecanisme d'aquesta granada era per ser un pot estacionari, no per ser llançada. A més d'això, aquesta granada havia de poder ser llançada per un fusell coma llançagranades, però per alguns problemes, aquesta modificació no era gaire útil. En 1939, en Bureau, es va desenvolupar una nova granada, la granada Tipus 99, que havia de substituir la granada Tipus 97.

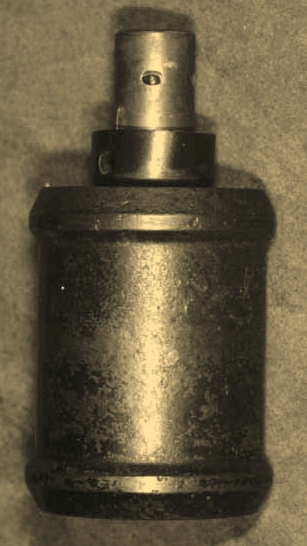
Granada de ma Tipus 99

## Disseny
La granada Tipus 99 podia ser llançada pel llançagranades Tipus 100. En comptes de les seves versions anteriors, com la Tipus 97 o la Tipus 91, els cos d'aquesta granada no es segmentava, però era més suau i tenia una brida en els dos extrems. E la part del cos, aquesta granada era lleugerament més petita quant a diàmetre que les seves antigues versions, com la Tipus 91.
Per a llançar-la, primer s'havia de treure la tira de seguretat que portava incorporada, i després ser colpejada per la part del detonador contra alguna cosa duran, com una pedra o un casc de combat. Des que el percussor de detonació va ser integrat a les noves granades, no s'havia de donar voltes a aquest, no com les antigues granades japoneses. La granada Tipus 99 també es podia utilitzar com a mina anti personal, extraient el segur i posant-la sota una cadira, sota una taula,o fins i tot sota el terra, perquè quan algú s'assegués a la cadira, posés pressió a la taula o la trepitgés quan estava enterrada explotés.

## En combat
La granada Tipus 99 va ser utilitzada com a granada estàndard per a fusell per les tropes d'infanteria japonesa en la segona guerra sinojaponesa i durant totes les campanyes del Pacífic en les que van ser involucrats els japonesos. Les primeres mostres d'aquestes granades en caure en mans dels americans, van ser enviades a la seva intel·ligència militar, on van ser examinades. La majoria de granades capturades a l'inici de la campanya del Pacífic van ser obtingudes a la batalla de Kiska, i per això se las va anomenar “granades Kiska”.